# Diplazium paradoxum
Diplazium paradoxum là một loài thực vật có mạch trong họ Woodsiaceae. Loài này được Fée miêu tả khoa học đầu tiên năm 1852.